# Meizu M5
Il Meizu M5 è uno smartphone prodotto dalla Meizu, venne annunciato il 31 Ottobre del 2016 e rilasciato in Italia a inizi di Novembre del 2016.

## Specifiche
Il Meizu M5 monta Android 6.0 col sistema Flyme 5.1 aggiornabile alla 6.3.0.0G.
Il display è un LCD IPS da 5.2 pollici con risoluzione 1280x720, le fotocamere da 13 Mp con apertura focale da 2.2 la posteriore e 5 Mp anteriore, permettono di riprendere video a 720p con risoluzione di 4160 x 3120 pixel.
Il processore octacore è un MediaTek Cortex-A53 MT6750 da 2.5 GHz.
Lo smartphone possiede RAM 3 GB ed è disponibile con ROM da 16 GB o 32 GB
La costruzione in policarbonato permette a questo smartphone di essere leggero con solo 138 grammi di peso.
Questo smartphone è dotato di mBack un tasto centrale multiuso che svolge la funzione di sensore per impronta digitale, tasto Home e tasto Back.
Viene distribuito con le colorazioni Blu, Nero e Oro . La memoria da 16 GB o 32GB espandibile con MicroSD fino a 128 GB